# Joannes Actuarius
Jean Zacharias, ou Jean fils de Zacharias, connu sous le nom de Jean ou Joannes Actuarius est un médecin byzantin dont le floruit se situe au début du XIVe siècle (sans doute v. 1275-v.1330).

## Biographie
Dans son traité sur l'« esprit psychique », il mentionne les discussions philosophiques qu'il eut avec le moine Joseph Rhakendytès, dit Joseph le Philosophe, qui l'aurait incité à rédiger cet ouvrage. Le De methodo medendi, selon sa préface, a été composé pour l'usage d'Alexis Apokaukos à l'occasion d'une ambassade qu'il fit chez les Tatars. Le titre d'origine romaine actuarius (en grec άκτουάριος), qui désignait sous l'Empire romain un « secrétaire », un « comptable » ou un « intendant », fut porté à Byzance, à partir du XIIe siècle environ, par des médecins attachés à la cour impériale. 

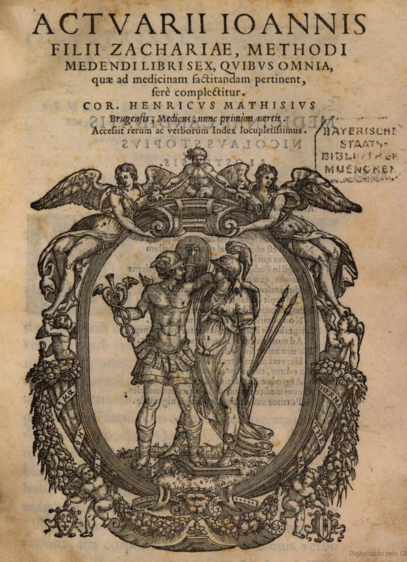
Première page du Methodi medendi (1554).

Trois de ses ouvrages médicaux ont été conservés :
- le Περὶ ἐνεργειῶν καί παθῶν τοῦ ψυχικοῦ πνεύματος καί τῆς κατ'αὐτὸ διαίτης (en latin De actionibus et affectibus spiritus animalis ejusque nutritione, en français Sur le fonctionnement et les maladies de l'esprit psychique et le régime à lui prescrire), en deux livres, dont le premier traite des fonctions de l'esprit et de ses pathologies, et le second de diététique et d'hygiène ;
- la Ἰατρικὴ σύνοψις ou Θεραπευτικὴ μέθοδος (en latin Methodi medendi, en français Méthode thérapeutique), en six livres ; les deux premiers livres ont parfois été présentés à part sous le titre Le diagnostic des maladies (notamment par le pouls dont les variations permettent de déterminer quels types d'organes sont enflammés[2]), les deux derniers sous le titre La composition des médicaments ;
- le Περὶ οὖρων (en latin De urinis, en français Sur les urines), monographie en sept livres sur la question, la plus importante qui subsiste de la médecine ancienne.

Actuarius est le premier qui ait fait usage de la manne, de la casse et du séné comme purgatifs.
On lui attribue parfois aussi (notamment st. Kourousès) trois dialogues qui ont été édités comme anonymes (ou placés sous le nom de « Joannes Katrarios »), et qui sont soit de lui, soit de Nicéphore Grégoras :  Hermodotos ou sur la beauté ; Mousoklês ou sur la vie parfaite ; Hermippos ou sur l'astrologie, qui est une apologie de l'astrologie chrétienne (les médecins de l'époque étant également versés en astrologie).

## Édition des textes
- Julius Ludwig Ideler (éd.), Physici et medici Graeci minores, G. Reimeri, Berlin, 1841 (en 2 vol.) ; réimpr. A. Hakkert, Amsterdam, 1963 (en 1 vol.) ; réimpr. Nabu Press, 2010 (en 2 vol.). [Le vol. I contient le De act. et affect. spir. anim., le vol. II le De urinis et les 2 premiers livres du De methodo medendi, les 4 autres étant inédits en grec.]
- W. Kroll-P. Viereck (éd.), Anonymi Christiani Hermippus de astrologia dialogus, Teubner, Leipzig, 1895.
- A. Elter (éd.), Hermodotus et Musocles dialogi, Bonn, 1898.